# The Skeptics' Guide to the Universe (bok)
The Skeptics' Guide to the Universe: How to Know What's Really Real in a World Increasingly Full of Fake är en bok från 2018, skriven av Steven Novella, med  The Skeptics' Guide to the Universe, Bob Novella, Cara Santa Maria, Jay Novella, och Evan Bernstein, som medförfattare. Boken innehåller också material från framlidne Perry DeAngelis. Boken handlar om vetenskaplig skepticism och är avsedd att vara en allomfattande bok i ämnet.
I en intervju från 2019 beskrev Jay Novella att boken skrevs ur "synvinkeln hos en art rymdvarelser som observerar jorden från ett skeptiskt perspektiv och använder sig av kritiskt tänkande", påminnande om bokens namne Liftarens guide till galaxen.
Boken publicerades i oktober 2018, blev positivt recenserad i Kirkus Reviews och en USA Today-bästsäljare.